# Budișteni (okręg Buzău)
Budișteni – wieś w Rumunii, w okręgu Buzău, w gminie Costești. W 2011 roku liczyła 521 mieszkańców.